# نیژنایا ایلینوفکا
نیژنایا ایلینوفکا (به لاتین: Nizhnaya Ilyinovka) یک منطقهٔ مسکونی در روسیه است که در استان آمور واقع شده‌است.